# Sinfonia d'amore (film 1929)
Sinfonia d'amore (A Song  of Kentucky) è un film del 1929 diretto da Lewis Seiler.

## Produzione
Il film fu prodotto dalla Fox Film Corporation. Venne girato nel Kentucky, ai Churchill Downs - 700 Central Avenue di  Louisville.

## Distribuzione
Distribuito dalla Fox Film Corporation e presentato da William Fox, il film uscì nelle sale cinematografiche statunitensi il 10 novembre 1929.

### Date di uscita
IMDb
- USA	10 novembre 1929

Alias
- A Song of Kentucky	USA (titolo originale)
- La rapsodia del recuerdo	Spagna
- Sinfonia d'amore	Italia